# Julian Dennison
Julian Dennison (ur. 26 października 2002 w Lower Hutt) – nowozelandzki aktor, który wystąpił m.in. w filmach: Dzikie łowy, Deadpool 2 i Godzilla vs. Kong.

## Filmografia

### Filmy
| Rok  | Tytuł                    | Rola                       | Uwagi                 |
| ---- | ------------------------ | -------------------------- | --------------------- |
| 2013 | Shopping                 | Solomon                    |                       |
| 2015 | Paper Planes             | Kevin                      |                       |
| 2016 | Dzikie łowy              | Ricky Baker                |                       |
| 2016 | Miłość i podróż w czasie | Beni                       |                       |
| 2018 | Deadpool 2               | Russell Collins / Firefist |                       |
| 2020 | Kronika świąteczna 2     | Belsnickel                 |                       |
| 2021 | Godzilla vs. Kong        | Josh Valentine             |                       |
| 2023 | Uproar                   | Josh Waaka                 |                       |
| 2025 | Jak wytresować smoka     | Śledzik                    | Nadchodząca produkcja |

### Telewizja
| Rok  | Tytuł              | Rola          | Uwagi   |
| ---- | ------------------ | ------------- | ------- |
| 2016 | Aroha Bridge       | Tapi          | 6 odc.  |
| 2019 | The Strange Chores | Pierce (głos) | 26 odc. |